# Bolívia az 1992. évi nyári olimpiai játékokon
Bolívia a spanyolországi Barcelonában megrendezett 1992. évi nyári olimpiai játékok egyik részt vevő nemzete volt. Az országot az olimpián 6 sportágban 14 sportoló képviselte, akik érmet nem szereztek.

## Atlétika
Férfi
| Versenyző           | Versenyszám | Előfutam | Előfutam | Előfutam | Döntő   | Döntő    |
| Versenyző           | Versenyszám | Idő      | Hely.    | Össz.    | Idő     | Helyezés |
| ------------------- | ----------- | -------- | -------- | -------- | ------- | -------- |
| Policarpio Calizaya | 5000 m      | 15:02,02 | 14.      | 49.      | kiesett | kiesett  |
| Policarpio Calizaya | 10 000 m    | 30:27,01 | 24.      | 45.      | kiesett | kiesett  |
| Juan Camacho        | Maraton     |          |          |          | 2:26:01 | 57.      |

Női
| Versenyző                                                   | Versenyszám     | Előfutam         | Előfutam         | Előfutam         | Negyeddöntő | Negyeddöntő | Negyeddöntő | Elődöntő | Elődöntő | Elődöntő | Döntő   | Döntő    |
| Versenyző                                                   | Versenyszám     | Idő              | Hely.            | Össz.            | Idő         | Hely.       | Össz.       | Idő      | Hely.    | Össz.    | Idő     | Helyezés |
| ----------------------------------------------------------- | --------------- | ---------------- | ---------------- | ---------------- | ----------- | ----------- | ----------- | -------- | -------- | -------- | ------- | -------- |
| Jacqueline Solíz                                            | 200 m           | kizárták         | kizárták         | kizárták         | kiesett     | kiesett     | kiesett     | kiesett  | kiesett  | kiesett  | kiesett | kiesett  |
| Jacqueline Solíz                                            | 400 m           | 56,78            | 7.               | 39.              | kiesett     | kiesett     | kiesett     | kiesett  | kiesett  | kiesett  | kiesett | kiesett  |
| Sandra Cortez                                               | 3000 m          | nem állt rajthoz | nem állt rajthoz | nem állt rajthoz |             |             |             |          |          |          | kiesett | kiesett  |
| Jacqueline Solíz Sandra Antelo Gloria Burgos Moré Galetovic | 4 × 400 m váltó | 3:53,65          | 7.               | 13.              |             |             |             |          |          |          | kiesett | kiesett  |

## Cselgáncs
Férfi
| Versenyző      | Versenyszám | Selejtező         | 32-es főtábla                                 | Nyolcaddöntő      | Negyeddöntő       | Elődöntő          | Vigaszág első kör | Vigaszág nyolcaddöntő | Vigaszág negyeddöntő | Vigaszág elődöntő | Bronz- mérkőzés   | Döntő             | Helyezés |
| Versenyző      | Versenyszám | Ellenfél Eredmény | Ellenfél Eredmény                             | Ellenfél Eredmény | Ellenfél Eredmény | Ellenfél Eredmény | Ellenfél Eredmény | Ellenfél Eredmény     | Ellenfél Eredmény    | Ellenfél Eredmény | Ellenfél Eredmény | Ellenfél Eredmény | Helyezés |
| -------------- | ----------- | ----------------- | --------------------------------------------- | ----------------- | ----------------- | ----------------- | ----------------- | --------------------- | -------------------- | ----------------- | ----------------- | ----------------- | -------- |
| Carlos Noriega | Légsúly     | erőnyerő          | Haldun Efemgil (TUR) · 0000-1000              | kiesett           | kiesett           | kiesett           |                   |                       |                      |                   |                   |                   | 23.      |
| Eric Bustos    | Váltósúly   | erőnyerő          | Hrisztódulosz Kaciniorídisz (CYP) · 0000-1000 | kiesett           | kiesett           | kiesett           |                   |                       |                      |                   |                   |                   | 22.      |

## Kerékpározás

### Pálya-kerékpározás
Sprintversenyek
| Versenyző  | Versenyszám  | Selejtező | Selejtező | 1. forduló                                        | 1. forduló       | Vigaszág selejtező   | Vigaszág selejtező | Vigaszág döntő       | Vigaszág döntő | 2. forduló             | 2. forduló | Vigaszág             | Vigaszág | Negyeddöntő          | 5–8. helyért           | 5–8. helyért | Elődöntő             | Döntő                | Helyezés    |
| Versenyző  | Versenyszám  | Idő       | Hely.     | Ellenfelek Győztes idő                            | Hely.            | Ellenfél Győztes idő | Hely.              | Ellenfél Győztes idő | Hely.          | Ellenfelek Győztes idő | Hely.      | Ellenfél Győztes idő | Hely.    | Ellenfél Győztes idő | Ellenfelek Győztes idő | Hely.        | Ellenfél Győztes idő | Ellenfél Győztes idő | Helyezés    |
| ---------- | ------------ | --------- | --------- | ------------------------------------------------- | ---------------- | -------------------- | ------------------ | -------------------- | -------------- | ---------------------- | ---------- | -------------------- | -------- | -------------------- | ---------------------- | ------------ | -------------------- | -------------------- | ----------- |
| Pedro Vaca | Férfi egyéni | 12,243    | 23.       | Erik Schoefs (BEL) · Ainārs Ķiksis (LAT) · 11,505 | nem állt rajthoz | kiesett              | kiesett            | kiesett              | kiesett        | kiesett                | kiesett    | kiesett              | kiesett  | kiesett              | kiesett                | kiesett      | kiesett              | kiesett              | helyezetlen |

Időfutam
| Versenyző  | Versenyszám           | Idő      | Helyezés |
| ---------- | --------------------- | -------- | -------- |
| Pedro Vaca | Férfi egyéni időfutam | 1:14,475 | 30.      |

## Sportlövészet
Nyílt
| Versenyző    | Versenyszám | Selejtező | Selejtező | Elődöntő | Elődöntő | Döntő   | Döntő    |
| Versenyző    | Versenyszám | Pont      | Helyezés  | Pont     | Helyezés | Pont    | Helyezés |
| ------------ | ----------- | --------- | --------- | -------- | -------- | ------- | -------- |
| Luis Gamarra | Skeet       | 143       | 42.*      | kiesett  | kiesett  | kiesett | kiesett  |

* - hét másik versenyzővel azonos eredményt ért el

## Súlyemelés
| Versenyző      | Versenyszám | Szakítás | Szakítás | Lökés    | Lökés    | Összesen | Helyezés |
| Versenyző      | Versenyszám | Eredmény | Helyezés | Eredmény | Helyezés | Összesen | Helyezés |
| -------------- | ----------- | -------- | -------- | -------- | -------- | -------- | -------- |
| Casiano Tejeda | 90 kg       | 127,5    | 20.      | 157,5    | 21.      | 285,0    | 20.      |

## Úszás
Férfi
| Versenyző   | Versenyszám    | Előfutam | Előfutam | Előfutam | Döntő   | Döntő   | Döntő   | Helyezés |
| Versenyző   | Versenyszám    | Idő      | Hely.    | Össz.    | Típus   | Idő     | Hely.   | Helyezés |
| ----------- | -------------- | -------- | -------- | -------- | ------- | ------- | ------- | -------- |
| Luis Medina | 200 m gyors    | 2:00,87  | 7.       | 46.      | kiesett | kiesett | kiesett | kiesett  |
| Luis Medina | 400 m gyors    | 4:11,77  | 3.       | 41.      | kiesett | kiesett | kiesett | kiesett  |
| Luis Medina | 100 m pillangó | 1:01,14  | 7.       | 63.      | kiesett | kiesett | kiesett | kiesett  |

Női
| Versenyző        | Versenyszám | Előfutam | Előfutam | Előfutam | Döntő   | Döntő   | Döntő   | Helyezés |
| Versenyző        | Versenyszám | Idő      | Hely.    | Össz.    | Típus   | Idő     | Hely.   | Helyezés |
| ---------------- | ----------- | -------- | -------- | -------- | ------- | ------- | ------- | -------- |
| Paola Peñarrieta | 50 m gyors  | 29,71    | 4.       | 48.      | kiesett | kiesett | kiesett | kiesett  |
| Paola Peñarrieta | 100 m gyors | 1:04,08  | 7.       | 47.      | kiesett | kiesett | kiesett | kiesett  |
| Paola Peñarrieta | 200 m gyors | 2:15,74  | 6.       | 37.      | kiesett | kiesett | kiesett | kiesett  |